# Xavier García
Moisés Xavier García Orellana (né le 26 juin 1990 à San Salvador au Salvador) est un joueur de football international salvadorien, qui évolue au poste de défenseur.

## Biographie

### Carrière en sélection
Avec l'équipe du Salvador, il possède 43 sélections (pour un but inscrit) depuis 2008. 
Il figure dans le groupe des sélectionnés lors des Gold Cup de 2011 et de 2013. Il atteint les quarts de finale de cette compétition en 2011 et 2013.
Il joue également 11 matchs comptant pour les tours préliminaires de la coupe du monde 2014.

## Palmarès
Luis Ángel Firpo
- Championnat du Salvador (1) :
  - Champion : 2013 (Clôture).